# Somatina ioscia
Somatina ioscia là một loài bướm đêm trong họ Geometridae.